# Wim van Til (dichter)
Wim van Til (Leiden, 6 februari 1955) is een Nederlands dichter en leraar Nederlands. Hij richtte in het jaar 2000 het Poëziecentrum Nederland op.

## Dichter
Sinds 1975 verschijnen met onregelmatige tussenpozen gedichten in tijdschriften en bloemlezingen. Wim van Til debuteerde in 1981 met de bundel Dichtmaken open.

## Poëziecentrum Nederland
Het PcN is een studie- en documentatiecentrum voor moderne Nederlandstalige poëzie en omvat ruim 17.000 bundels, vele bloemlezingen en vertaalde poëzie en een uitgebreid knipselarchief met recensies, besprekingen, interviews en geschreven portretten van dichters en secundaire literatuur. Het Poëziecentrum Nederland is sinds maart 2014 gevestigd in Nijmegen.